# 京都三条近代建築MAP
『京都三条近代建築MAP』（きょうとさんじょうきんだいけんちくMAP）は、京都の三条通に残る近代建築を巡るGPS型位置情報ゲーム。

## 解説
京都の近代建築を楽しみながら学ぶことができるGPSエンターテイメントゲームとされている。
2013年、殿岡康永を代表とする株式会社supernova、及び京都感動エンターテイメント『ギア-GEAR-』を主催するアートコンプレックスにより、共同で製作された。GPSゲームでは、スマートフォンのGPS機能を使って近代建築を巡り、スタンプ収集などを行うことにより、ギアの割引券を獲得することが可能となる。